# 宇山玲加
宇山 玲加（うやま れいか、1994年11月5日 - ）は、日本の声優、女優。神奈川県出身。

## 経歴
2014年まで山王プロダクション（劇団日本児童）に所属。2015年2月1日から青年座映画放送に所属。國學院大學文学部日本文学科卒業。

## 人物
音域はソプラノ、アルト。
特技は声楽、ミニチュア作品創作。
資格は日本漢字能力検定2級、ワープロ実務検定2級、日本語検定準2級、実用英語技能検定3級。

## 出演
太字はメインキャラクター。

### テレビアニメ
2011年
- クッキンアイドル アイ!マイ!まいん!（オレンジ）

2014年
- 山賊の娘ローニャ（ビルク）

2015年
- アクエリオンロゴス（大浦、空想の遥香、客B）
- 終わりのセラフ（千尋・吸血鬼）
- トライブクルクル（ホタル）

2016年
- 学戦都市アスタリスク 2nd SEASON（子供B）
- チア男子!!（酒井千裕）
- 僕だけがいない街（久美）
- ユーリ!!! on ICE（女子学生B）

2017年
- 神撃のバハムート VIRGIN SOUL（女の子、竜族の女子）
- 夏目友人帳 陸（真奈）
- 将国のアルタイル（ケマル）

2018年
- おしりたんてい（2018年 - 2023年、すず、となかいしお、リスの少年、ももまゆ、ネコの会社員）

2022年
- ルパン三世 PART6（ムルー）

### 劇場アニメ
- テイルズ オブ ヴェスペリア 〜 The First Strike 〜（2009年、エマ）
- マイマイ新子と千年の魔法（2009年）
- バケモノの子（2015年）
- 夜明け告げるルーのうた（2017年、女の子）
- 映画 おしりたんてい シリーズ（2019年 - 2022年、すず） - 3作品[一覧 1]

### ゲーム
- 終わりのセラフ 運命の始まり（2015年、ノイン・テータ[12]）
- デトロイト ビカム ヒューマン（2018年、アリス[13]）
- The Last of Us Part II（2020年、ヤーラ[14]）

### 吹き替え

#### 担当女優
アビゲイル・ブレスリン
- キット・キトリッジ アメリカン・ガール・ミステリー（マーガレット・ミルドレッド・キトリッジ〈キット〉）
- 幸せのレシピ（ゾーイ）
- ラブ・ダイアリーズ（マヤ・ヘイズ）
- ランゴ（プリシラ）
- 私の中のあなた（アナ・フィッツジェラルド）

#### 映画
- アイ・アム・サム（ルーシー・ダイアモンド・ドーソン〈ダコタ・ファニング〉）※日本テレビ版
- アナベル 死霊人形の誕生（ジャニス〈タリタ・ベイトマン〉）
- アリス・イン・ワンダーランド（アリス・キングスレー〈幼少期〉）※劇場公開版
- IT/イット “それ”が見えたら、終わり。（ジョージー・デンブロウ〈ジャクソン・ロバート・スコット〉[15]）
  - IT/イット THE END “それ”が見えたら、終わり。[16]
- ヴィンセントが教えてくれたこと（オリヴァー・ブロンスタイン〈ジェイデン・リーバハー〉）
- ガーディアンズ・オブ・ギャラクシー:VOLUME 3（フロア[17]）
- 悲しみが乾くまで
- クーデター（ルーシー・ドワイヤー〈スターリング・ジェリンズ〉）
- クワイエット・プレイス（マーカス・アボット〈ノア・ジュープ〉）
  - クワイエット・プレイス 破られた沈黙[18]
- ケース39（リリス・サリヴァン〈ジョデル・フェルランド〉）
- 激戦 ハート・オブ・ファイト（シウタン）
- ゴジラ キング・オブ・モンスターズ（アンドリュー〈タイラー・クラムリー〉[19]）
- サウンド・オブ・ミュージック（ブリギッタ〈アンジェラ・カートライト〉）※テレビ東京版
- The Beguiled/ビガイルド 欲望のめざめ（エイミー〈ウーナ・ローレンス〉）
- ザ・レジェンド（シャオリー）
- シャークボーイ&マグマガール 3-D
- シャギー・ドッグ
- ジョイ
- ショーツ 魔法の石大作戦（ヘルヴェチカ・ブラック）
- ジョニー・ノックスヴィル アクション・ポイント/ゲスの極みオトナの遊園地（ルディ〈エリック・マナカ〉）
- 水面に映る影（ニコール）※Netflix配信
- ずっとあなたを待っていた（マンディ〈ミア・ルイス〉）※Netflix配信
- ストリートファイター ザ・レジェンド・オブ・チュンリー（春麗〈少女時代〉）
- スレンダーマン 奴を見たら、終わり（ハリー〈ジュリア・ゴルダニ・テレス〉）
- ソムニア -悪夢の少年-（コーディ〈ジェイコブ・トレンブレイ〉）
- ダークネス（マイケル・テイラー〈ダヴィード・マズーズ〉）
- 綴り字のシーズン（イライザ・ナウマン〈フローラ・クロス〉）
- デビルズ・ノット
- 天才スピヴェット（T・S・スピヴェット〈カイル・キャトレット〉）
- ドント・ブリーズ（ディディー〈エマ・ベルコヴィシ〉）
- ナルニア国物語シリーズ（ルーシー・ペベンシー〈ジョージー・ヘンリー〉）
  - ナルニア国物語/第1章:ライオンと魔女[20]
  - ナルニア国物語/第2章:カスピアン王子の角笛
  - ナルニア国物語/第3章: アスラン王と魔法の島[21]
- ハプニング（ジェス〈アシュリー・サンチェス〉）
- パンズ・ラビリンス（オフェリア〈イバナ・バケーロ〉）
- バンデットQ（ケヴィン〈クレイグ・ワーノック〉）※35周年BD版盤追加収録
- ピザ!（ラメーシュ）
- ビフォア・アイ・フォール（サマンサ・キングストン〈ゾーイ・ドゥイッチ〉）※Netflix配信
- ファンタスティック・ビーストと魔法使いの旅（モデスティ・ベアボーン〈フェイス・ウッド＝ブラグローブ〉）
- フリー・ウィリー 自由への旅立ち（キーラ〈ビンディ・アーウィン〉）
- プリズナーズ（アンナ・ドーヴァー）※BSジャパン版
- マネーボール（ケイシー・ビーン〈ケリス・ドーシー〉）
- Mute/ミュート（ジョージー）
- ムーンライズ・キングダム（スージー・ビショップ〈カーラ・ヘイワード〉）
- 夢駆ける馬ドリーマー（ケール・クレーン〈ダコタ・ファニング〉）
- レオン（マチルダ・ランドー〈ナタリー・ポートマン〉）※完全版 BD版
- ワイルド・スピードシリーズ
  - ワイルド・スピード SKY MISSION（サマンサ・ホブス〈エデン・エストレヤ〉）
  - ワイルド・スピード ICE BREAK（サマンサ・ホブス〈エデン・エストレヤ〉）
  - ワイルド・スピード/スーパーコンボ（サム・ホブス〈エリアナ・スア〉[22]）

#### ドラマ
- WITHOUT A TRACE/FBI 失踪者を追え!3 #9（ノエル）
- 大草原の小さな家2005年版（メアリー・インガルス）
- 気分はぐるぐる（テイラー・フライ〈マーニー・ケネディー〉）
- ギルモア・ガールズ（エイプリル・ナルディーニ）
- サンドゥ、学校へ行こう!（チャ・ポリ〈ソン・ミンジュ〉）
- ソフィア・ローレン 母の愛（子供時代のマリーア）
- ダークエイジ・ロマン 大聖堂（マーサ〈スカイ・ベネット〉）
- 大草原の小さな家（ローラ・インガルス〈メリッサ・ギルバート〉[23]）※NHK BS4K版
- THIS IS US 36歳、これから（テス・ピアソン）
- デイナの恐竜図鑑 シーズン1[24]
- ドールハウス Dollhouse
- ハイスクール・ミュージカル:ザ・ミュージカル（ニニ〈オリビア・ロドリゴ〉）
- ファン・ジニ（子供時代のチニ（シム・ウンギョン））[25]
- フラーハウス（ローラ〈アシュリー・リャオ〉）
- THE FLASH/フラッシュ（バリー・アレン〈少年時代〉）
- やりすぎ配信! ビザードバーク（ペイジ〈オリビア・ロドリゴ〉）

#### アニメ
- アナはごきげんななめ（アナ・ヤング）
- おしゃれにナンシー・クランシー（ナンシー・クランシー）
- おさるのジョージ4/王子でござーる!（イザベル王女）
- スクルージ:クリスマス・キャロル（ジェン）
- ズートピア （シャーラ）
- トロールズ
- なぞなぞケロロン（ケロロン）
- フリージ（魔法使い）
- マウス・タウン ロディとリタの大冒険
- モンスター・ホテル2（ウィニー）
- モンスター・ホテル クルーズ船の恋は危険がいっぱい?!（ウィニー[26]）
- ラマになった王様2 クロンクのノリノリ大作戦
- くまのアーネストおじさんとセレスティーヌ（セレスティーヌ）

### テレビ番組
- てれび絵本「きょうはだれかな?シリーズ」

### CM
- バンダイ レゴブロック
- 日立 省エネ家電

### 舞台
- 浅香光代の世界・一人旅（貞吉）
- 新・近松心中物語
- 歌舞伎〜NINAGAWA十二夜
- HONK!みにくいアヒルの子（フラフ）
- アニー（2007年 ペパー）
- アニー（2009年 ジュライ）

### シリーズ一覧
1. ↑  『映画 おしりたんてい カレーなる じけん』（2019年）、
『映画おしりたんてい シリアーティ』（2022年）、
『映画おしりたんてい 夢のジャンボスイートポテトまつり』（2022年）